# 河原喜久恵
河原 喜久恵（かわはら きくえ、1902年（明治35年）9月21日 - 1997年（平成9年））は昭和期の声楽家（ソプラノ）。

## 経歴
東京府芝区田村町（現在の東京都港区）出身。士官である河原喜久蔵の二女として生まれる。1920年（大正9年）に日本高等女学校（現・相模女子大学）を卒業。1923年（大正12年）に東京音楽学校（現・東京藝術大学音楽学部）に入学して長坂好子とマルガレーテ・ネトケ＝レーヴェに師事し、1927年（昭和2年）3月に同校本科声楽部を卒業。1929年（昭和4年）3月に同校研究科声楽部を修了。山田耕筰の推薦によりコロムビアに入社。
1930年（昭和5年）「ザッツ・オーケー」「麗人の唄」、1931年（昭和6年）「月の浜辺」が大ヒット。1932年（昭和7年）松竹蒲田に入り、女優業の傍ら声楽の指導など行った。
ベーシスト阿部英雄と結婚するが、10年後破局。その後は、満州に渡り実業家として活動。1948年（昭和23年）引揚げ。
戦後は芸能界には復帰せず、千葉で市井の人として暮らした。
1997年（平成9年）、死去。享年96。

## 代表曲
- 麗人の唄（1930.4）
作詞：サトウハチロー／作曲：堀内敬三／編曲：島田晴誉
- 海の行進曲（1930.7）
作詞：久保田宵二／作曲：奥山貞吉／編曲：奥山貞吉
- ザッツ・オーケー（1930.7）
作詞：多蛾谷素一／作曲：奥山貞吉／編曲：奥山貞吉
- 古き都に春立ちて（1930.9）
作詞：堀内敬三／作曲：堀内敬三／編曲：
- 無憂華の唄（1930.9）
作詞：柳原燁子／作曲：弘田龍太郎／編曲：弘田龍太郎
- 月の浜辺（1931.6）
作詞：島田芳文／作曲：古賀政男／編曲：古賀政男
- だって淋しいからなのよ（1931.7）
作詞：塚本篤夫／作曲：奥山貞吉／編曲：奥山貞吉

## 主な舞台出演
- 1929年12月3～29日 - 日本楽劇協会公演『堕ちたる天女』天女（歌舞伎座）
- 1930年3月26・27日・4月2日 - 日本楽劇協会公演『椿姫』アンニーナ（歌舞伎座）[5]
- 1930年5月26～29日 - 日本楽劇協会公演『お蝶夫人』スズキ（東京劇場）[6]
- 1933年11月15・17・18日 - ヴォーカル・フォア公演『椿姫』フローラ（日比谷公会堂）[7]
- 1935年4月27日 - 『椿姫』フローラ/アンニーナ（名古屋公会堂、29日京都朝日会館、5月1・2日大阪朝日会館）[8]
- 1937年5月9日 - ヴォーカル・フォア公演『ホフマン物語（抜粋）』ジュリエッタ（日比谷公会堂）[9]
- 1939年3月26・27日、4月28・29日 - 藤原歌劇団公演『カルメン』フラスキータ（歌舞伎座）[10]